# Janatův mlýn v Košťálově
Janatův mlýn v Košťálově v okrese Semily je vodní mlýn, který stojí na řece Oleška. Od roku 2001 je chráněn jako nemovitá kulturní památka České republiky.

## Historie
Mlýn je poprvé písemně zmíněn v roce 1590. Stavební úpravou prošel pravděpodobně v polovině 18. století.

## Popis
Objekt vodního mlýna tvoří mlýnice s obytným domem, samostatně stojící stodola, chlévy a špýchar. Dochovalo se v něm torzo uměleckého složení. V roce 1930 zde byla 2 kola na svrchní vodu (jedno s průtokem 0,2 m³/s a výkonem 4 k, druhé s průtokem 0,3 m³/s a výkonem 6 k; spád u obou kol 2,3 m).